# Günther Neureuther
Günther Neureuther (* 6. August 1955 in Steingaden) ist einer der erfolgreichsten Judokämpfer der Bundesrepublik Deutschland.

## Leben
Im Jahr 1966 begann er mit dem Judosport beim TSV Peiting. 1971 wurde er erstmals in die Deutsche Jugend-Nationalmannschaft berufen, in den Jahren 1973 bis 1988 war er Mitglied der Deutschen Judo-Nationalmannschaft.
Bei den Olympischen Spielen 1976 in Montreal wurde er Olympiazweiter und erhielt dafür das Silberne Lorbeerblatt.
1984 holte er die Bronzemedaille bei den Olympischen Spielen in Los Angeles. Neureuther belegte außerdem in den Jahren 1979, 1983 und 1985 jeweils den dritten Platz bei der Weltmeisterschaft und wurde im Jahre 1984 Europameister.
Günther Neureuther ist seit April 2017 Träger des 8. Dan. Im Mai 2018 ernannte ihn der Bayerische Judoverband zum Ehrenmitglied.
Von 1995 bis 2011 war er Vorsitzender der Judoabteilung des TSV Peiting und wurde am 30. Oktober 2006 anlässlich des 100-jährigen Bestehens des TSV Peiting zu dessen Ehrenmitglied ernannt. Seit 2011 ist er Präsident des TSV Peiting mit 2500 Mitgliedern.
Er war 29 Jahre lang bei der Bereitschaftspolizei in München und von 2002 bis 2015 bei der Polizeiinspektion Schongau tätig.

## Erfolge
Deutsche Meisterschaften
- Einzel:
  - Deutscher Meister Junioren 1973
  - Deutscher Meister 1974 / 75 / 77 / 79 / 80 / 81 / 82 / 83 / 84
  - Internationaler Deutscher Meister 1974 / 79 / 82 / 83 / 84 / 85 / 88

- Mannschaft:
  - Deutscher Mannschaftsmeister mit dem TSV Großhadern 1980 / 81 / 83 / 84 / 85 / 88

Europameisterschaften
- 1974: Vize-Europameister (London, Großbritannien)
- 1979: 3. Platz (Brüssel, Belgien)
- 1982: Vize-Europameister (Rostock, DDR)
- 1983: 3. Platz (Paris, Frankreich)
- 1984: Europameister (Lüttich, Belgien)
- 1985: 3. Platz (Hamar, Norwegen)

Weltmeisterschaften
- 1979: 3. Platz (Paris, Frankreich)
- 1983: 3. Platz (Moskau, UdSSR)
- 1985: 3. Platz (Seoul, Südkorea)

Olympische Spiele
- 1976: olympische Silbermedaille im Schwergewicht (Montreal, Kanada)
- 1984: olympische Bronzemedaille im Halbschwergewicht (Los Angeles, USA)